# Trestanecká kolonie IK-3
IK-3 Oddělení Federální služby Ruské federace pro výkon trestu pro Jamalo-něnecký autonomní okruh (známá také jako „Polární vlk“) je nápravná kolonie se zvláštním režimem pro muže, nacházející se ve vesnici Charp v Jamalo-něneckém autonomním okruhu Ťumeňské oblasti.
Je to jedna z nejseverněji položených věznic v Rusku; nachází se za  polárním kruhem v podmínkách věčně zamrzlé půdy. Kapacita kolonie je 1085 mužů.

## Historie

### Sovětský svaz
Kolonie byla založena 21. srpna 1961 na základu bývalého gulagu č. 501. Roku 1964 zde byly postaveny první budovy pro odsouzené, ošetřovna, kotelna, lázně, prádelna, ubytovna a budovy ústředního kontrolního stanoviště.
V letech 1966–1970 odsouzení pracovali v lomech, naváželi štěrk s pískem jako výplň železničních tratí. Roku 1964 byly ve vesnici postaveny první budovy, v roce 1966 jídelna.
První vlnu odsouzených zvláště nebezpečných recidivistů do kolonie přivezli v roce 1967. Roku 1971 byly postaveny sklady, mrazák a garáže.

### Rusko
V roce 1998 byla v souladu s prezidentským dekretem č. 904 zahájena reforma systému výkonu trestu.
V roce 1999 zde byla otevřena katedrála Sergeje Radoněžského, postavena vězni.
V roce 1999 instituce začala spadat pod Odbor nápravných zařízení Jamalo-něneckého autonomního okruhu.
V roce 2002 byla v kolonii zřízena zóna pro odsouzené s běžným režimem.
Dne 11. července 2006 byla v kolonii zřízena zóna se zvýšenou ostrahou v předělaných budovách č. 4, č. 5 a č. 6. Dne 23. listopadu 2006 bylo v kolonii zřízeno nové oddělení pro výkon trestu a dne 8. října 2010 bylo zrušeno oddělení s obecným a přísným režimem a odsouzení z těchto oddělení byli posláni k výkonu trestu do jiných regionů.
V současné době je kapacita stanovena nařízením Federální vězeňské služby Ruska č. 526 ze dne 15. června 2015.

## Známí vězni
- Platon Leběděv si zde odpykal osmiletý trest kvůli daňovým podvodům.[2]
- Alexej Navalnyj byl do kolonie převezen v prosinci roku 2023. Zemřel zde 16. února 2024.